# 2007 в Україні

## Засновані; збудовані
- Церква святого Володимира Великого (Деражня)
- Церква святих верховних апостолів Петра і Павла (Славута)
- Церква святої рівноапостольної княгині Ольги (Старокостянтинів)